# Brooke Adams
Brooke Adams, ameriška igralka, * 8. februar 1949, New York.